# 雲城区
雲城区（うんじょうく）は中華人民共和国広東省雲浮市に位置する市轄区。

## 歴史
1994年4月5日、雲浮市が地級市に昇格した際に新設された。

## 行政区画
下部に4街道、4鎮を管轄する
- 街道
  - 雲城街道、高峰街道、河口街道、安塘街道
- 鎮
  - 腰古鎮、思労鎮、前鋒鎮、南盛鎮